# 史彦群
史彦群，五代十国后梁和燕国官员。
史彦群本来是后梁的崇政院受旨。乾化元年（911年），幽州节度使·燕王刘守光，被河东节度使·晋王李存勖、成德节度使·赵王王镕、义武节度使王处直、昭义节度使李嗣昭、振武节度使周德威、天德军节度使宋瑶共同奉册推尊为尚书令、尚父。刘守光以为六镇节度使畏惧自己，更加骄横，于是上表给后梁太祖朱温，请求任命自己为河北都统。朱温知道刘守光狂妄愚蠢，于是任命刘守光为河北道采访使，派遣史彦群和阁门使王瞳前去册命。刘守光命令属官草拟尚父、采访使承受册封的礼仪。六月初三，属官将唐代册封太尉的礼仪呈献，刘守光问为什么没有南郊祀天、改变年号的事宜，属官回答：“尚父虽尊，也是天子的的臣属，怎能南郊祀天、改变年号？”刘守光大怒，”命令赶快准备即皇帝位的礼仪，将王瞳、史彦群及各道的使者刑拘，投入狱中，不久又把他们释放。八月十三日，刘守光即皇帝位，国号大燕，改年号为应天。任命史彦群为御史大夫，王瞳为左相，卢龙判官齐涉为右相。其后史彦群事迹不详。